# Fasciolariidae
Fasciolariidae là một họ ốc biển có kích thức từ nhỏ đến lớn, là động vật thân mềm chân bụng sống ở biển trong liên họ Buccinoidea.
Họ Fasciolariidae được cho là đã xuất hiện khoảng 110 triệu năm trước trong kỷ Phấn trắng 

## Phân bổ

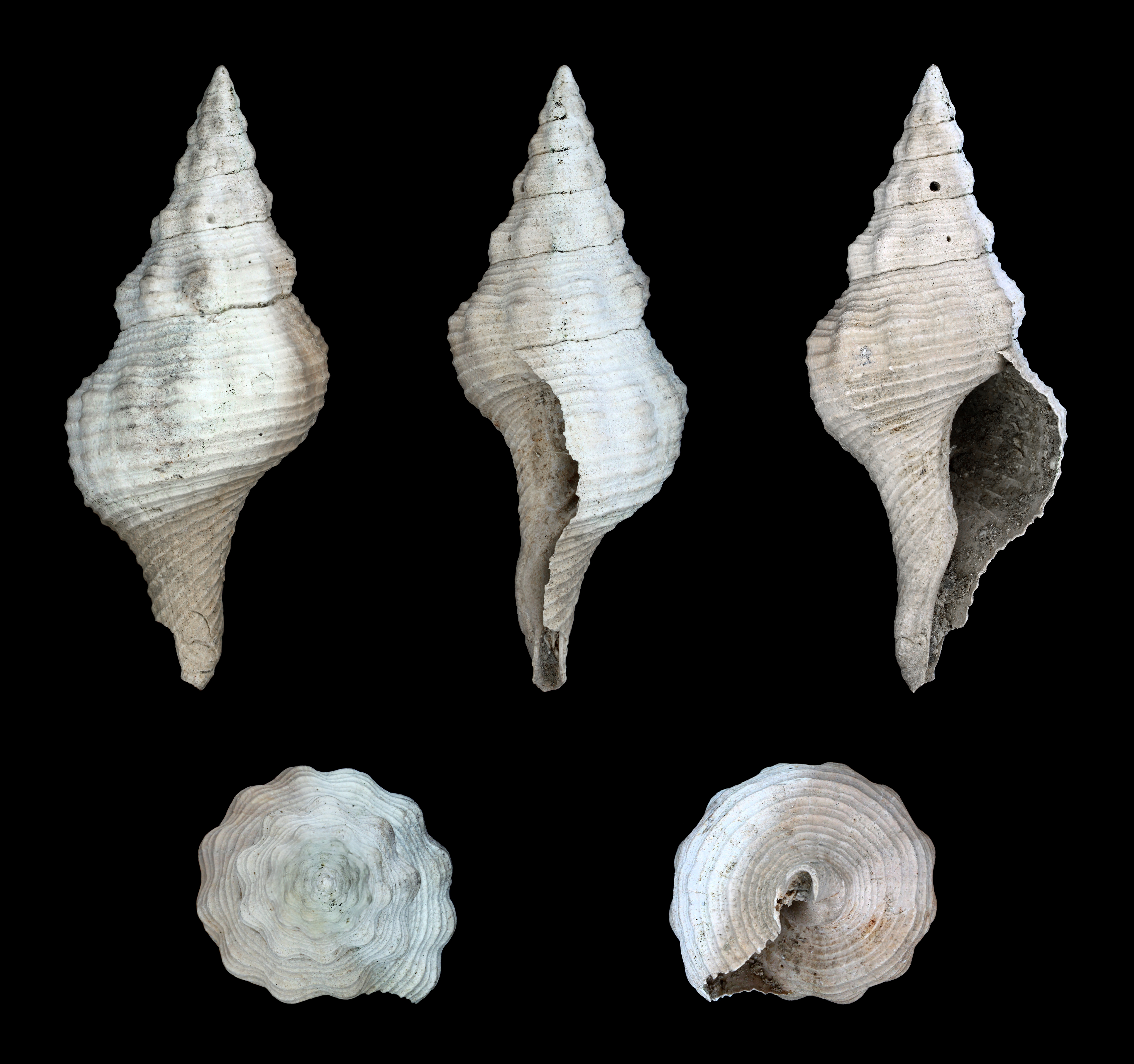
Fasciolaria scalarina

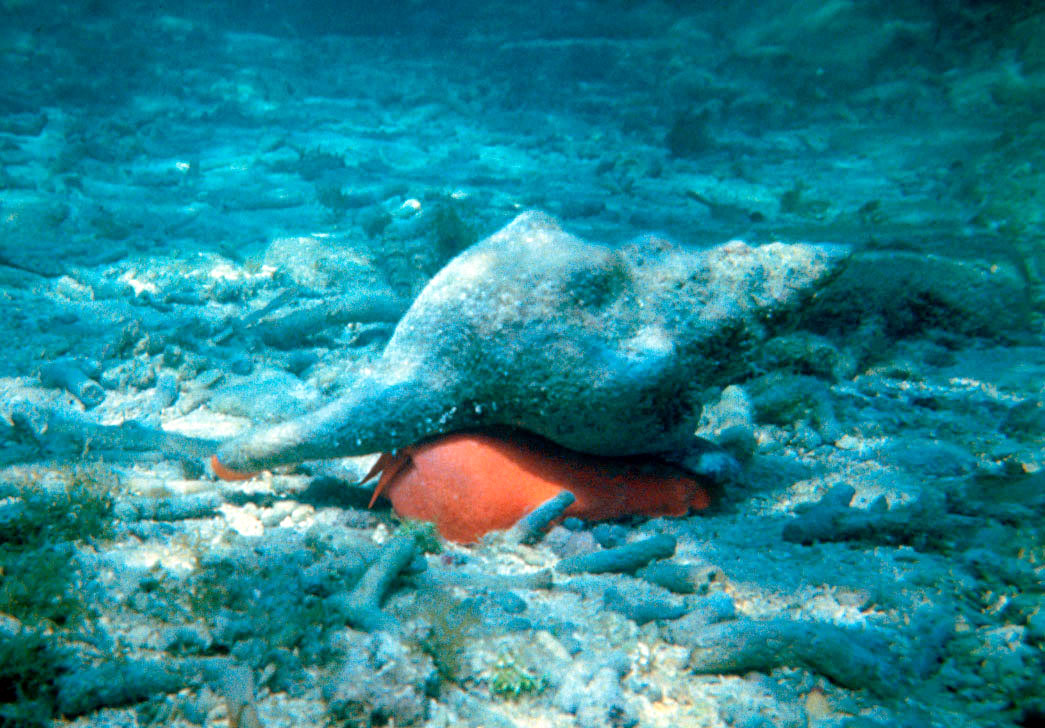
Triplofusus giganteus

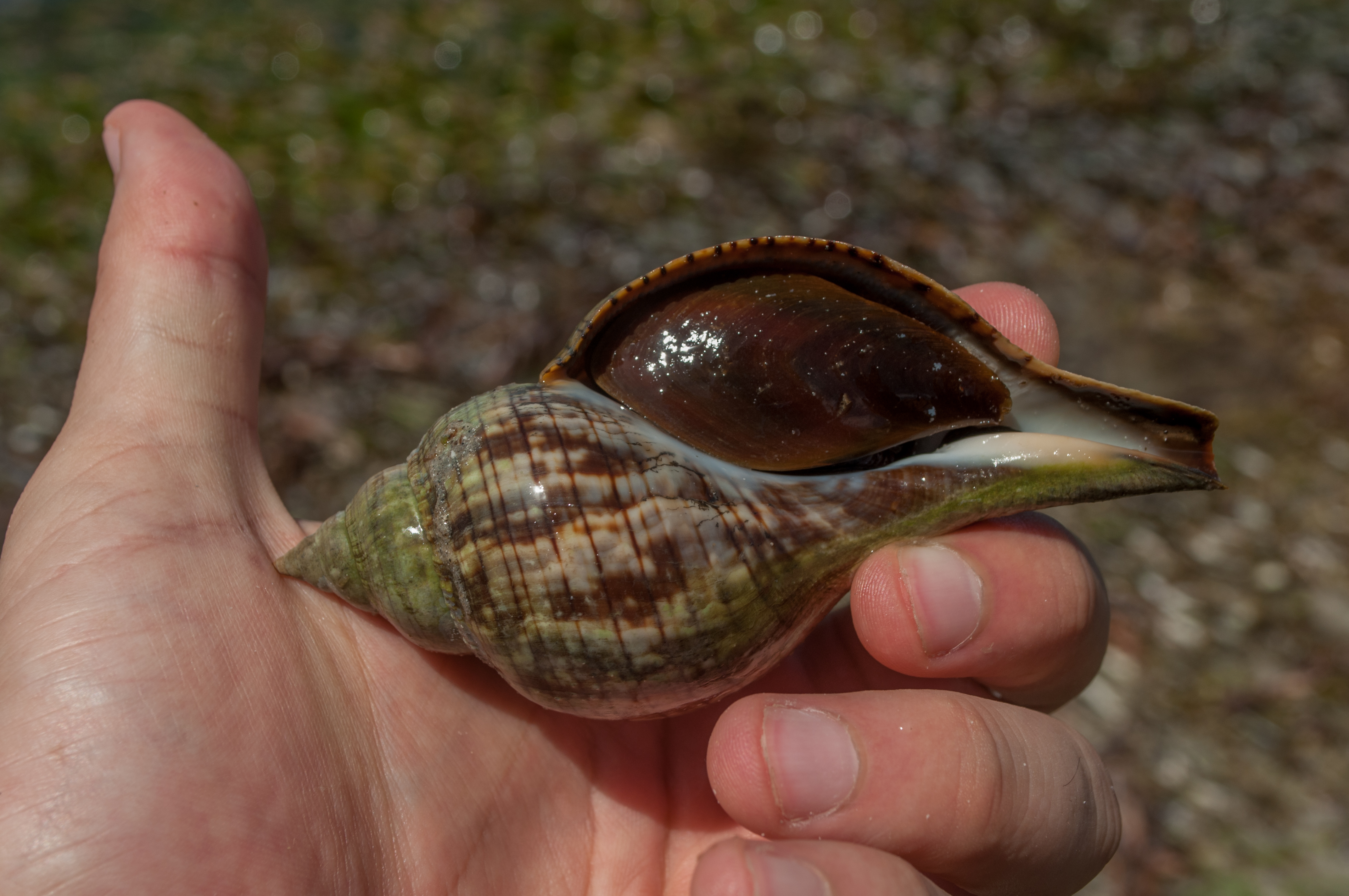
Fasciolaria tulipa

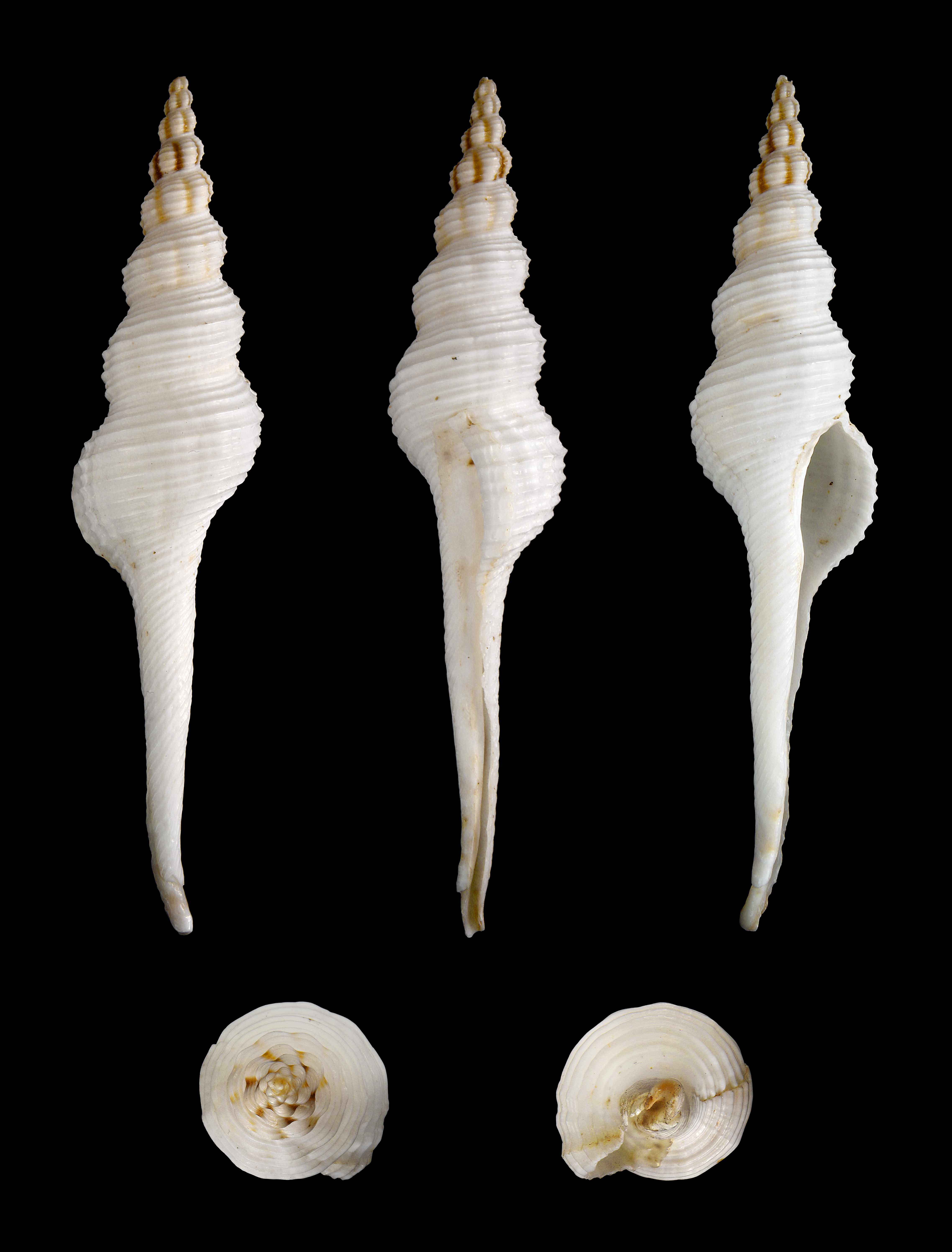
Fusinus colus

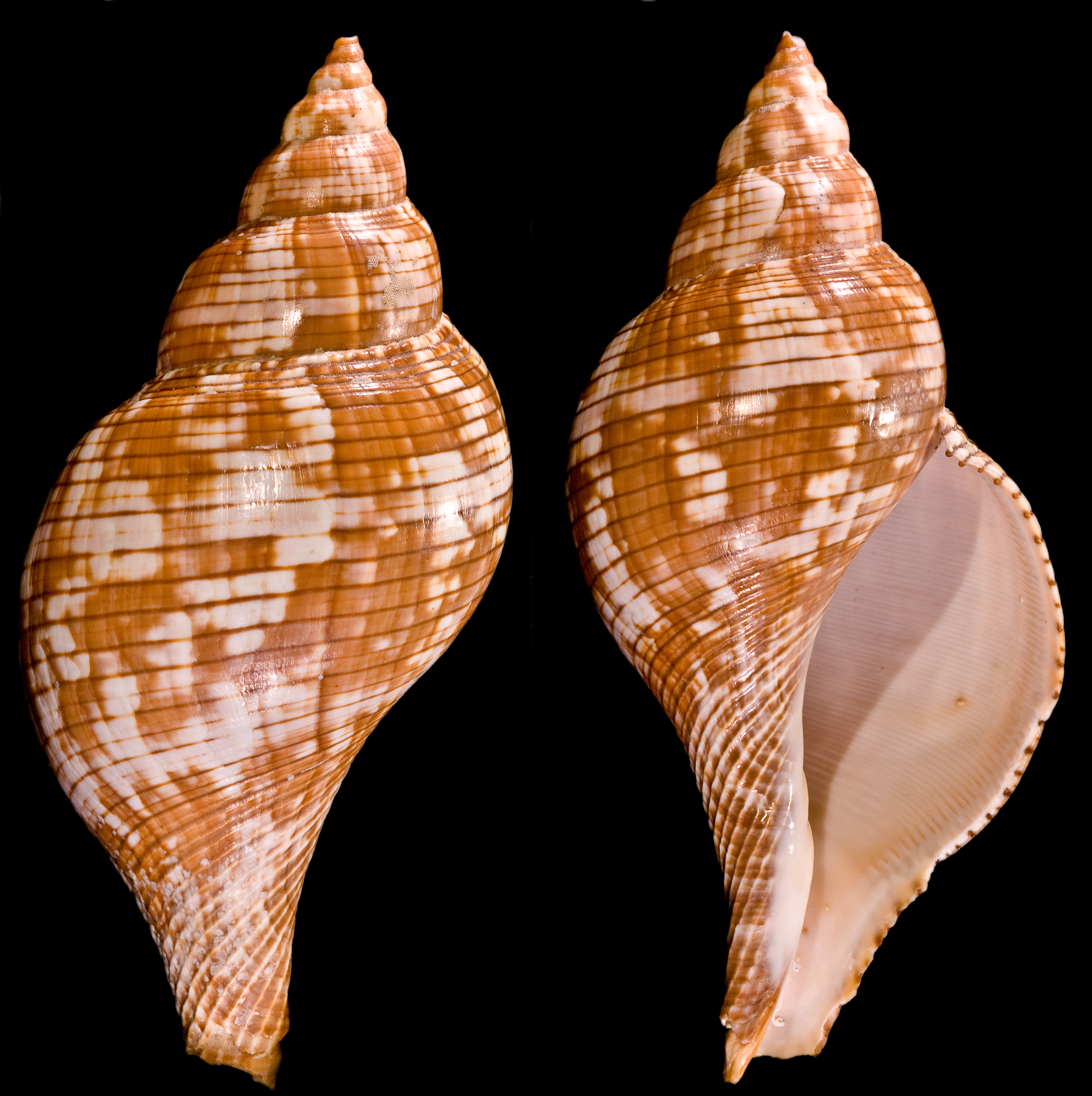
Fasciolaria tulipa

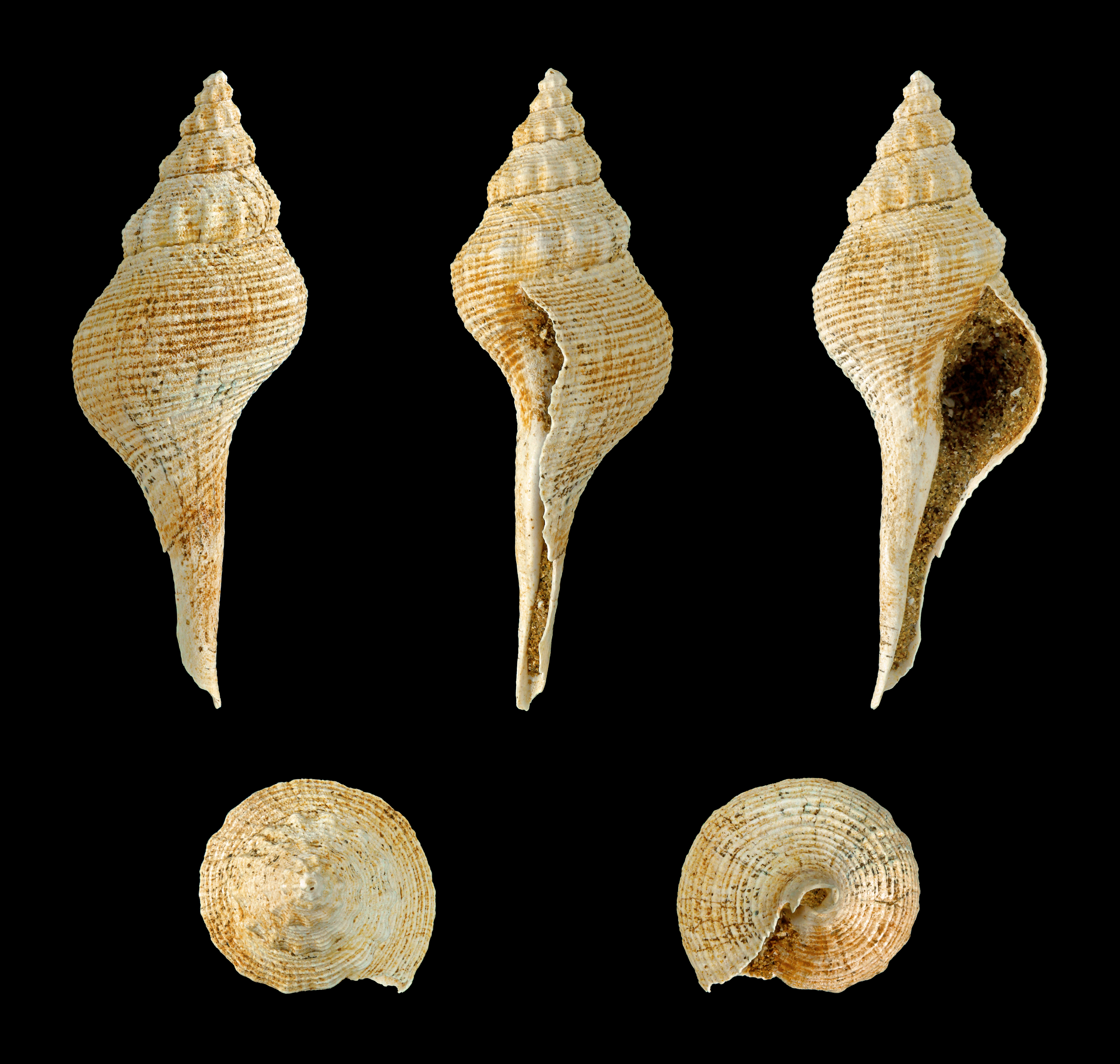
Euthriofusus peyrerensis

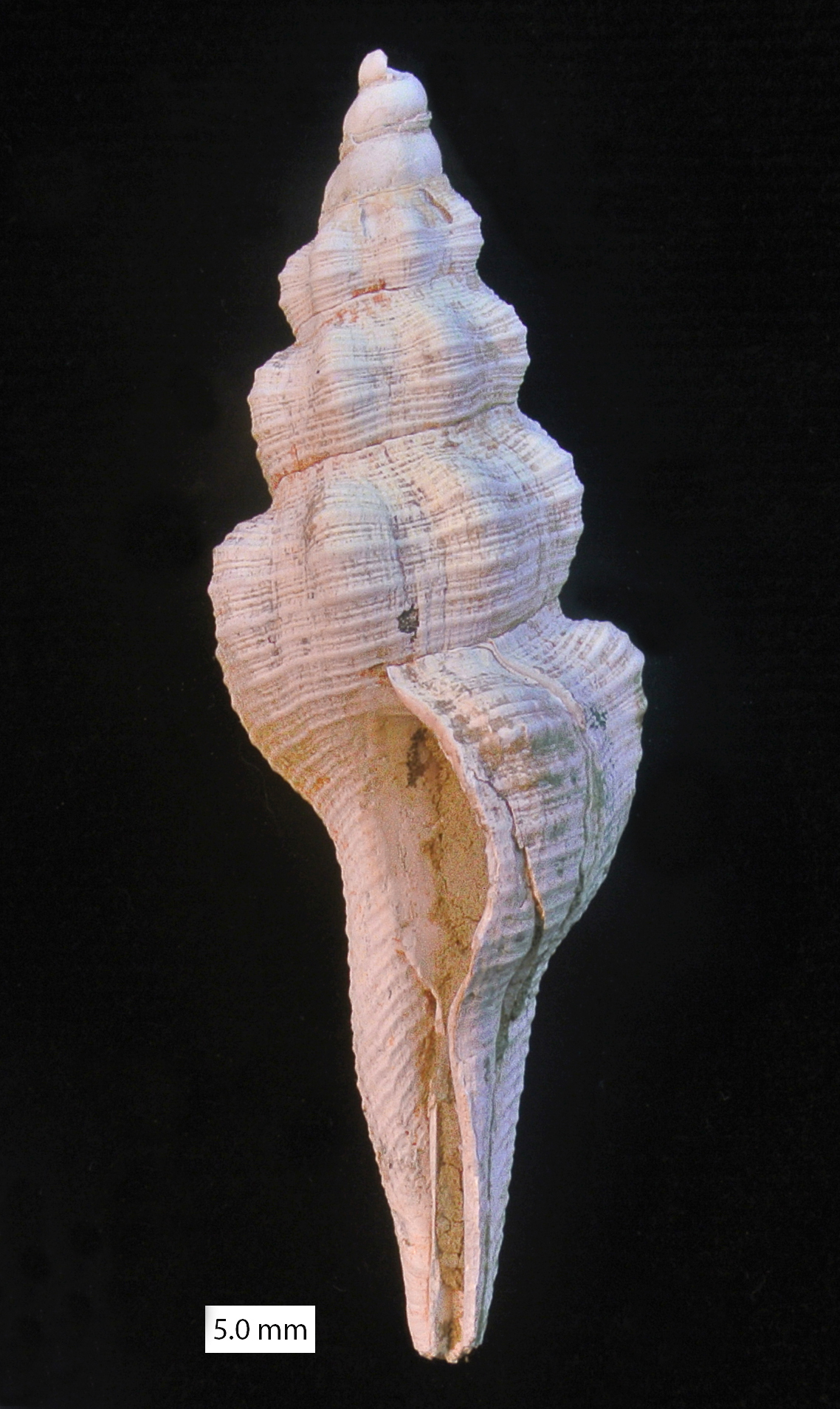
Fusinus sp. từ thế Pliocen ở Síp.

Các loài gần đây sống ở vùng biển nhiệt đới đến ôn đới.

## Mô tả
Vỏ của các loài trong họ này thường có kích thước từ trung bình đến lớn, đạt từ 1,0 đến 60 cm.

## Phân loại
Theo Phân loại Động vật chân bụng (Bouchet & Rocroi, 2005), họ Fasciolariidae bao gồm các phân họ sau:
- Clavilithinae Vermeij & Snyder, 2018 †
- Fasciolariinae Gray, 1853
- Fusininae Wrigley, 1927 - syn. Fusinae Swainson, 1840 (inv.); Cyrtulidae MacDonald, 1869; Streptochetinae Cossmann, 1901
- Peristerniinae Tryon, 1880 - syn. Latiridae Iredale, 1929

## Các chi
Các chi trong họ Fasciolariidae bao gồm (các chi hóa thạch được đánh dấu bằng ký hiệu †): 
Phân họ Clavilithinae Vermeij & Snyder, 2018 †
- † Africolithes Eames, 1957
- † Austrolithes Finlay, 1931
- † Chiralithes Olsson, 1930
- † Clavellofusus Grabau, 1904
- † Clavilithes Swainson, 1840
- † Cosmolithes Grabau, 1904
- † Mancorus Olsson, 1931
- † Papillina Conrad, 1855
- † Perulithes Olsson, 1930
- † Clavella Swainson, 1835  được chấp nhận là Clavilithes Swainson, 1840 † (Junior homonym of Clavella Oken, 1815. Has been renamed Clavilithes.)
- † Rhopalithes Grabau, 1904  được chấp nhận là Clavilithes Swainson, 1840 † (objective synonym)
- † Turrispira Conrad, 1866  được chấp nhận là Clavilithes Swainson, 1840 †
- † Daphnobela Cossmann, 1896
- † Euthriofusus Cossmann, 1901

Phân họ Fasciolariinae 
- Fasciolaria Lamarck, 1799
- Africolaria Snyder, Vermeij & Lyons, 2012
- Araiofusus Callomon & Snyder, 2017
- Aurantilaria Snyder, Vermeij & Lyons, 2012
- Australaria Snyder, Vermeij & Lyons, 2012
- Bellifusus Stephenson, 1941 †
- Boltenella Wade, 1917 †
- Brucia Cossmann, 1920 †
- Calkota Squires & Saul, 2003
- Cinctura Hollister, 1957
- Conradconfusus Snyder, 2002 †
- Cryptorhytis Meek, 1876 †
- Drilliovoluta Cossmann, 1925 †
- Drilluta Wade, 1916 †
- Filifusus Snyder, Vermeij & Lyons, 2012
- Glaphyrina Finlay, 1926
- Granolaria Snyder, Vermeij & Lyons, 2012
- Haplovoluta Wade, 1918 †
- Hercorhyncus Conrad, 1869 †
- Hylus Wade, 1917 †
- Kilburnia Snyder, Vermeij & Lyons, 2012
- Liochlamys Dall, 1889 †
- Lirofusus Conrad, 1865 †
- Lugubrilaria Snyder, Vermeij & Lyons, 2012
- Lyonsifusus Vermeij & Snyder, 2018
- Mariafusus Petuch, 1988 †
- Micasarcina Squires & Saul, 2003 †
- Microcolus Cotton & Godfrey, 1932
- Microfulgur Finlay & Marwick, 1937
- Mylecoma Squires & Saul, 2003 †
- Odontofusus Whitfield, 1892 †
- Paleopsephaea Wade, 1926 †
- Parafusus Wade, 1918 †
- Perse B.L. Clark, 1918 †
- Piestochilus Meek, 1864 †
- Plectocion Stewart, 1927 †
- Pleia Finlay, 1930
- Pleuroploca P. Fischer, 1884
- Pliculofusus Snyder, Vermeij & Lyons, 2012 †
- Saginafusus Iredale, 1931
- Scobina Wade, 1917 †
- Serrifusus Meek, 1876 †
- Skyles Saul & Popenoe, 1993 †
- Terebraspira Conrad, 1862 †
- Trichifusus Bandel, 2000 †
- Triplofusus Olsson & Harbison, 1953
- Wadia Cossmann, 1920 †
- Whitneyella Stewart, 1927 †
- Woodsella Wade, 1926 †

Phân họ Fusininae
- Aegeofusinus Russo, 2017
- Africofusus Vermeij & Snyder, 2018
- Amiantofusus Fraussen, Kantor & Hadorn, 2007
- † Angustifusus Vermeij & Snyder, 2018
- Apertifusus Vermeij & Snyder, 2018
- Aptyxis Troschel, 1868
- Araiofusus Callomon & Snyder, 2017
- Ariefusus Vermeij & Snyder, 2018
- Aristofusus Vermeij & Snyder, 2018
- Barbarofusus Grabau & Shimer, 1909
- Callifusus Vermeij & Snyder, 2018
- Chryseofusus Hadorn & Fraussen, 2003
- Cyrtulus Hinds, 1843 - Cyrtulus serotinus Hinds, 1843
- Enigmofusus Vermeij & Snyder, 2018
- † Eofusus Vermeij & Snyder, 2018
- Falsicolus Finlay, 1930
- Falsifusus Grabau, 1904 †
- Fredenia Cadée & Janssen, 1994 †
- Fusinus Rafinesque, 1815 - chi điển hình
- Fusus Bruguière, 1789, syn. Fusinus Rafinesque, 1815
- Gemmocolus Maxwell, 1992 †
- Goniofusus Vermeij & Snyder, 2018
- Gracilipurpura Jousseaume, 1880
- Granulifusus Kuroda & Habe, 1954
- Harasewychia Petuch, 1987
- Harfordia Dall, 1921
- Heilprinia Grabau, 1904
- Helolithus Agassiz, 1846 †
- Hesperaptyxis Snyder & Vermeij, 2016
- Lepidocolus Maxwell, 1992 †
- Liracolus Maxwell, 1992 †
- Lyonsifusus Vermeij & Snyder, 2018
- Marmorofusus Snyder & Lyons, 2014
- Okutanius Kantor, Fedosov, Snyder & Bouchet, 2018
- Ollaphon Iredale, 1929
- Priscofusus Conrad, 1865 †
- Profusinus Bandel, 2000 †
- Propefusus Iredale, 1924
- Pseudaptyxis Petuch, 1988 †
- Pullincola de Gregorio, 1894 †
- Remera Stephenson, 1941 †
- Rhopalithes Grabau, 1904 †
- Simplicifusus Kira, 1972
- Solutofusus Pritchard, 1898 †
- Spirilla Agassiz, 1842 †
- Streptocarina Hinsch, 1977 †
- Streptochetus Cossmann, 1889  †
- Streptodictyon Tembrock, 1961 †
- Streptolathyrus Cossmann, 1901 †
- Tectifusus Tate, 1893 †
- Trophonofusus Kuroda & Habe, 1971
- Turrispira Conrad, 1866 †
- Vermeijius Kantor, Fedosov, Snyder & Bouchet, 2018
- Viridifusus Snyder, Vermeij & Lyons, 2012

Phân họ Peristerniinae 
- Peristernia Mörch, 1852
- Aptycholathyrus Cossman & Pissarro, 1905 †
- Ascolatirus Bellardi, 1884 †
- Benimakia Habe, 1958
- Brocchitas Finlay, 1927 †
- Bullockus Lyons & Snyder, 2008
- Dennantia Tate, 1888 †
- Dentifusus Vermeij & Rosenberg, 2003
- Dolicholatirus Bellardi, 1886
- Eolatirus Bellardi, 1884 †
- Exilifusus Conrad, 1865 †
- Fractolatirus Iredale, 1936
- Fusolatirus Kuroda & Habe, 1971
- Hemipolygona Rovereto, 1899
- Lathyropsis Oostingh, 1939 †
- Latirofusus Cossmann, 1889
- Latirogona Laws, 1944 †
- Latirolagena Harris, 1897
- Latirulus Cossmann, 1889
- Latirus Montfort, 1810
- Leucozonia Gray, 1847
- Lightbournus Lyons & Snyder, 2008
- Liochlamys Dall, 1889 †
- Mazzalina Conrad, 1960 †
- Neolatirus Bellardi, 1884 †
- Nodolatirus Bouchet & Snyder, 2013
- Nodopelagia Hedley, 1915
- Opeatostoma Berry, 1958
- Plesiolatirus Bellardi, 1884 †
- Plicatella Swainson, 1840
- Polygona Schumacher, 1817
- Psammostoma Vermeij & Snyder, 2002 †
- Pseudolatirus Bellardi, 1884[4]
- Pustulatirus Vermeij & Snyder, 2006
- Ruscula Casey, 1904 †
- Streptopelma Cossmann, 1901 †
- Tarantinaea Monterosato, 1917
- Taron Hutton, 1883
- Teralatirus Coomans, 1965
- Turrilatirus Vermeij & M.A. Snyder, 2006

Chưa xếp vào phân họ nào
- Crassibougia Stahlschmidt & Fraussen, 2012

Các chi được đưa vào từ đồng nghĩa
- Aptyxis Troschel, 1868: syn. Fusinus Rafinesque, 1815
- Buccinofusus Conrad, 1868: syn. Conradconfusus Snyder, 2002 †
- Bulbifusus Conrad, 1865 †: syn. Mazzalina Conrad, 1960 †
- Chasca Clench & Aguayo, 1941: syn. Chascax Watson, 1873: syn. Hemipolygona Rovereto, 1899
- Chascax Watson, 1873: syn. Hemipolygona Rovereto, 1899
- Cinctura Hollister, 1957: syn. Fasciolaria Lamarck, 1799
- Clavella Swainson, 1835: syn. Clavilithes Swainson, 1840 †
- Cymatium Link, 1807: syn. Latirus Montfort, 1810
- Exilifusus Gabb, 1876 †: syn. Fusinus Rafinesque, 1815
- Fusilatirus McGinty, 1955: syn. Dolicholatirus Bellardi, 1884
- Fusus Bruguière, 1789: syn. Fusinus Rafinesque, 1815
- Gracilipurpura Jousseaume, 1881 †: syn. Fusinus Rafinesque, 1815
- Heilprinia Grabau, 1904: syn. Fusinus Rafinesque, 1815
- Iaeranea Rafinesque, 1815: syn. Fasciolaria Lamarck, 1799
- Lagena Schumacher, 1817: syn. Latirolagena Harris, 1897
- Lathyrus Schinz, 1825: syn. Latirus Montfort, 1810
- Latirofusus Cossmann, 1889: syn. Dolicholatirus Bellardi, 1884
- Latyrus Carpenter, 1857: syn. Latirus Montfort, 1810
- Propefusus Iredale, 1924: syn. Fusinus Rafinesque, 1815
- Pseudofusus Monterosato, 1884: syn. Fusinus Rafinesque, 1815
- Pseudolatirus Cossmann, 1889 †: syn. Streptolathyrus Cossmann, 1901 †
- Simplicifusus Kira, 1972: syn. Granulifusus Kuroda & Habe, 1954
- Sinistralia H. Adams & A. Adams, 1853: syn. Fusinus Rafinesque, 1815
- Tarantinaea Monterosato, 1917: syn. Fasciolaria Lamarck, 1799

## Hình ảnh

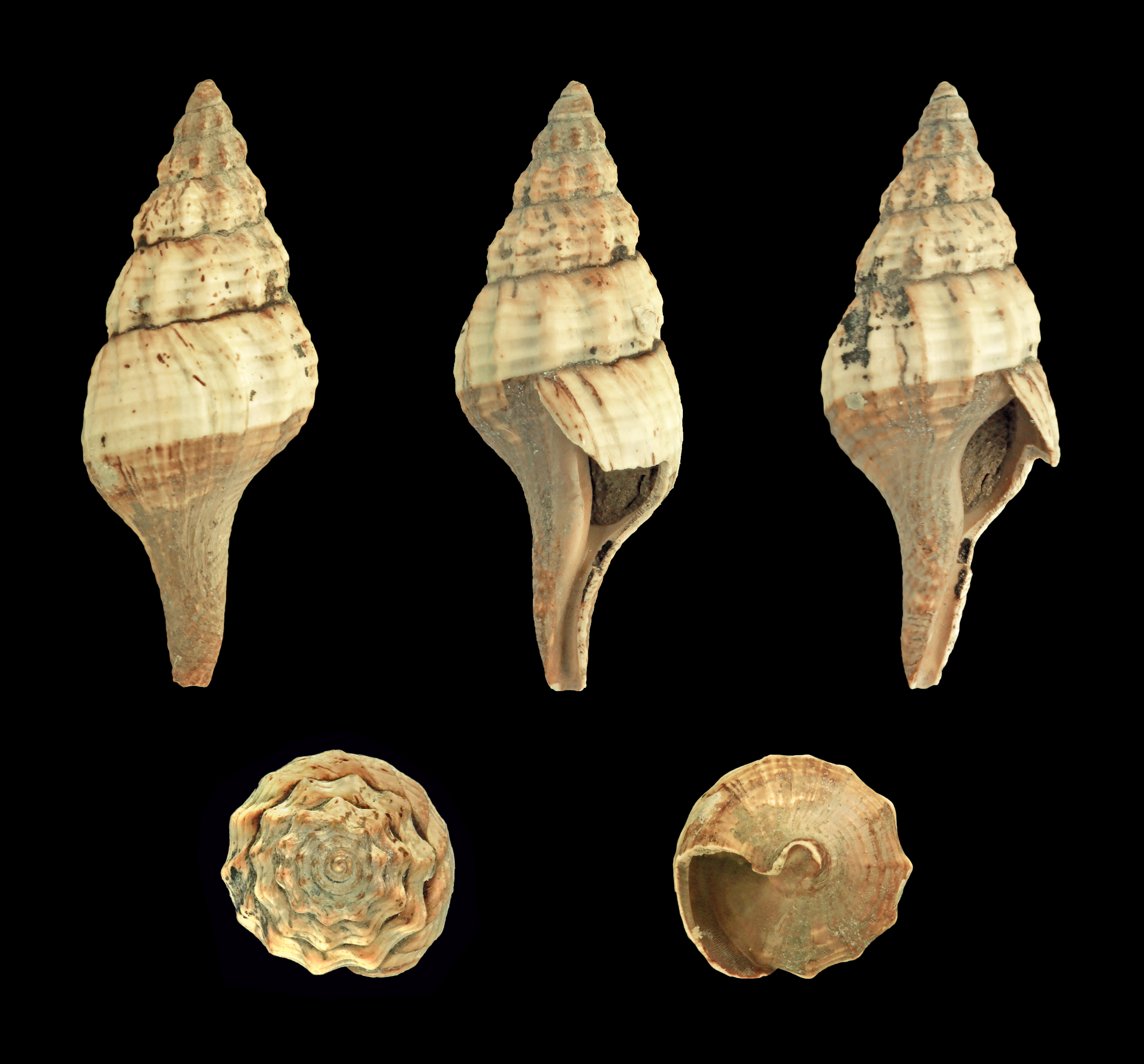
Aquilofusus semiglaber
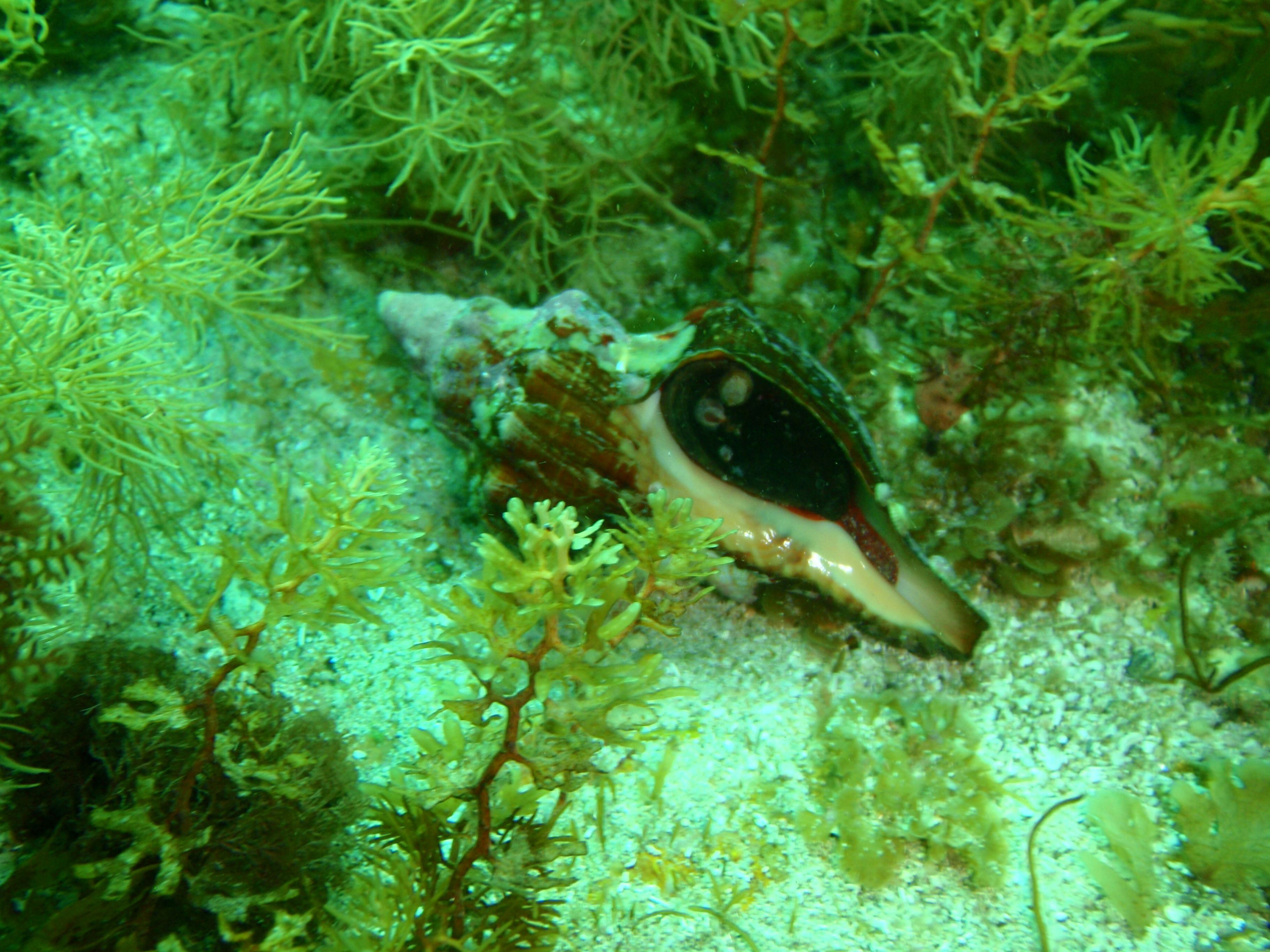
Australaria australasia
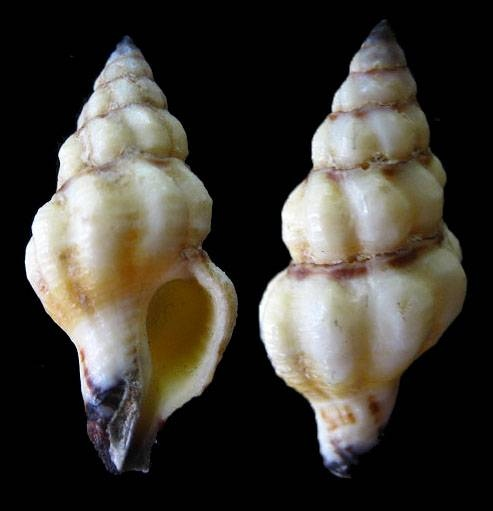
Benimakia marquesana
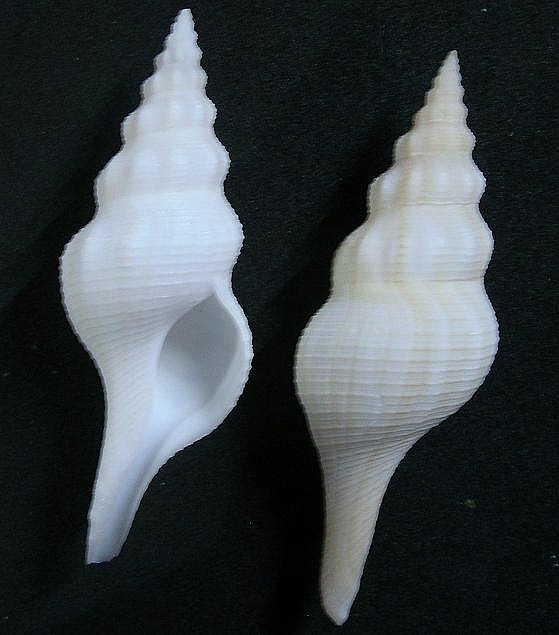
Chryseofusus jurgeni
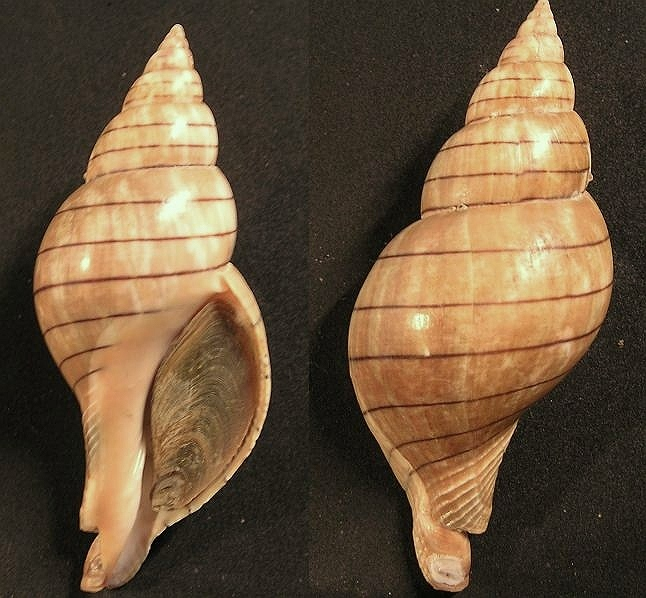
Cinctura hunteria
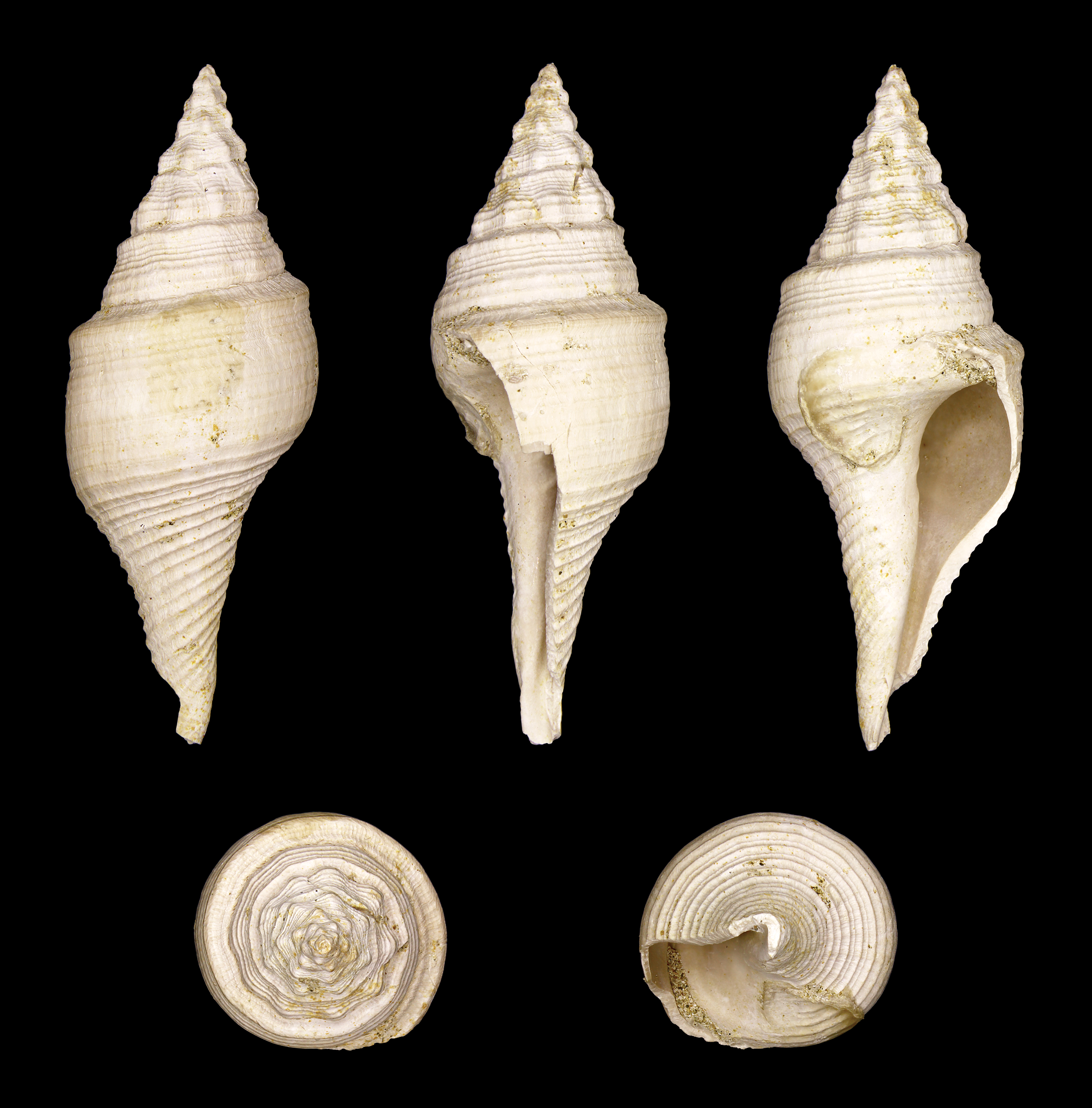
Clavilithes laevigatus
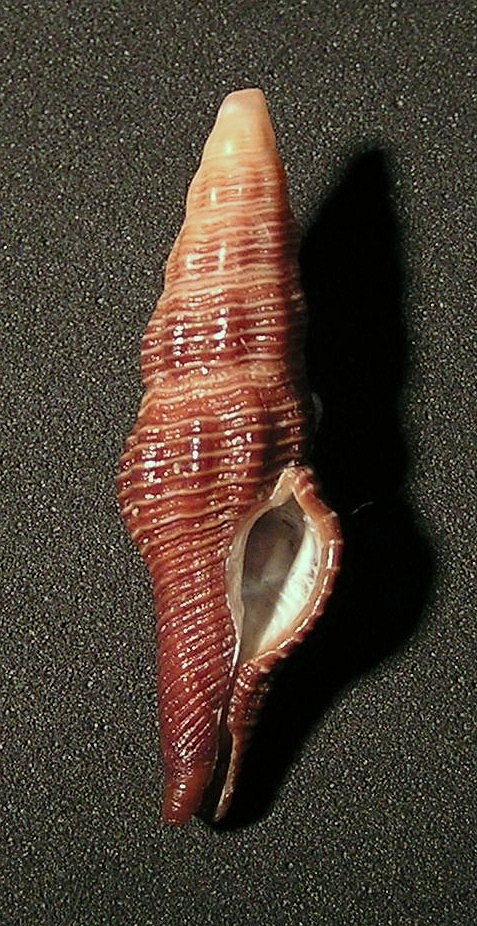
Dolicholatirus bairstowi
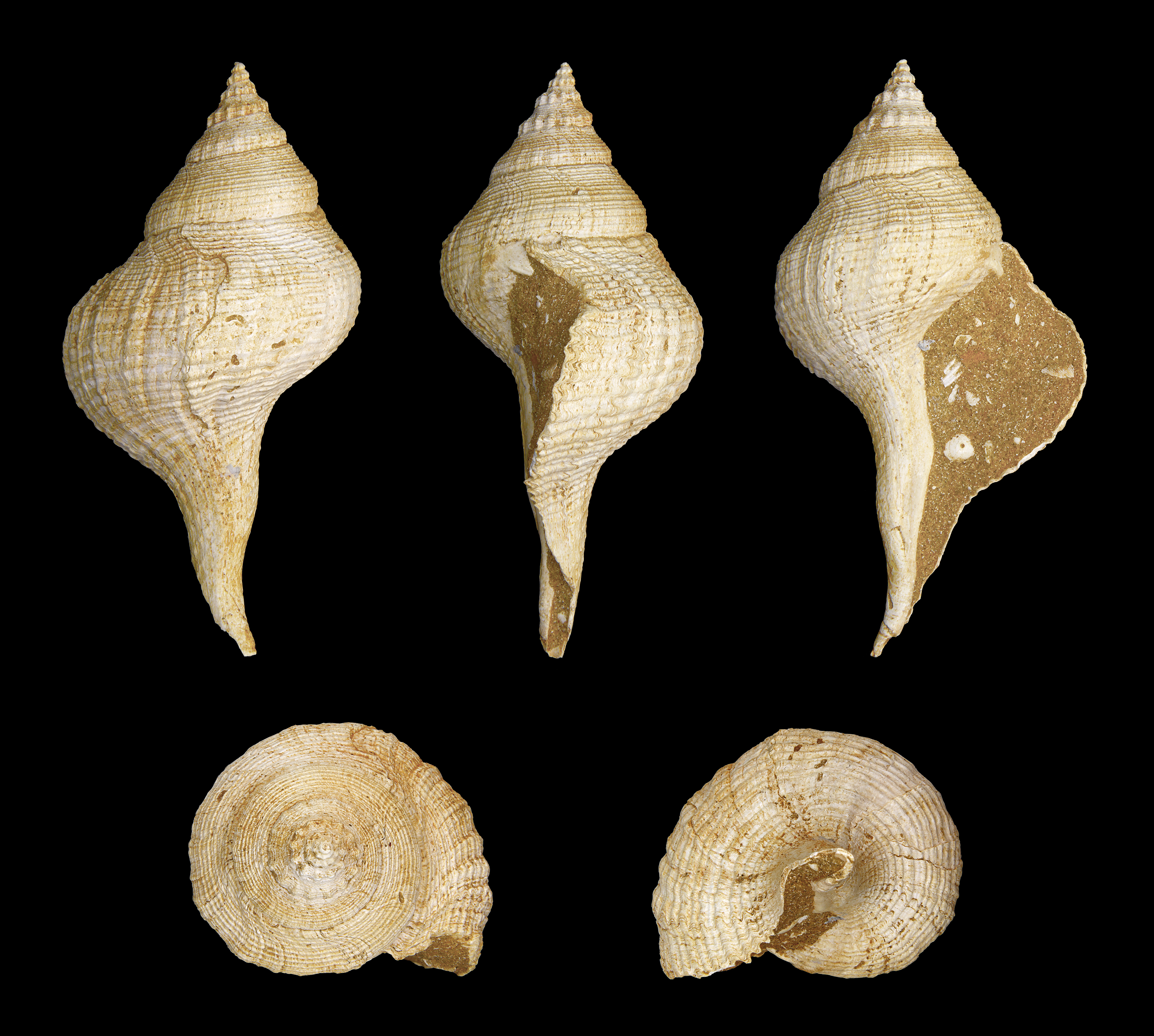
Euthriofusus burdigalensis
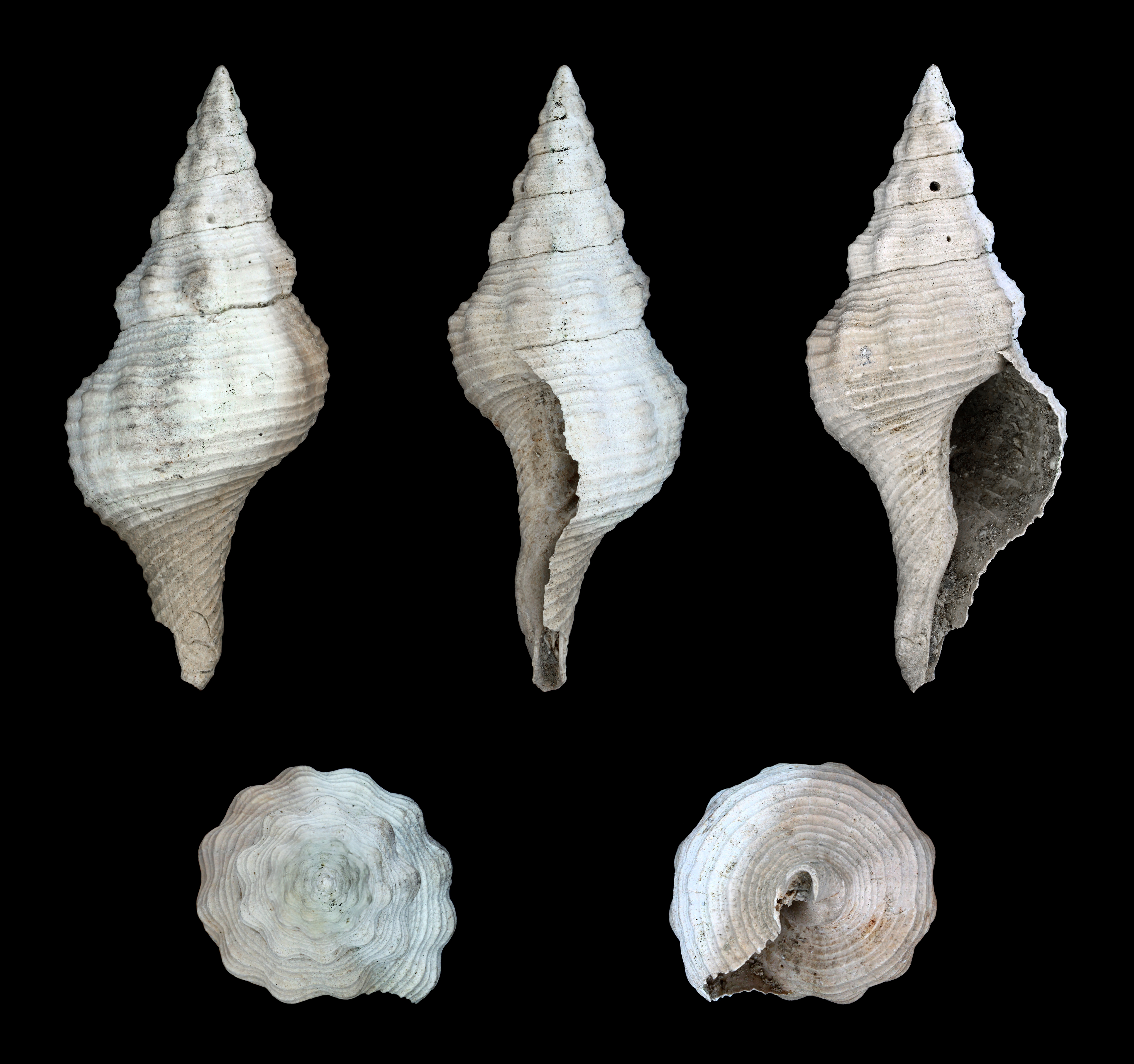
Fasciolaria scalarina
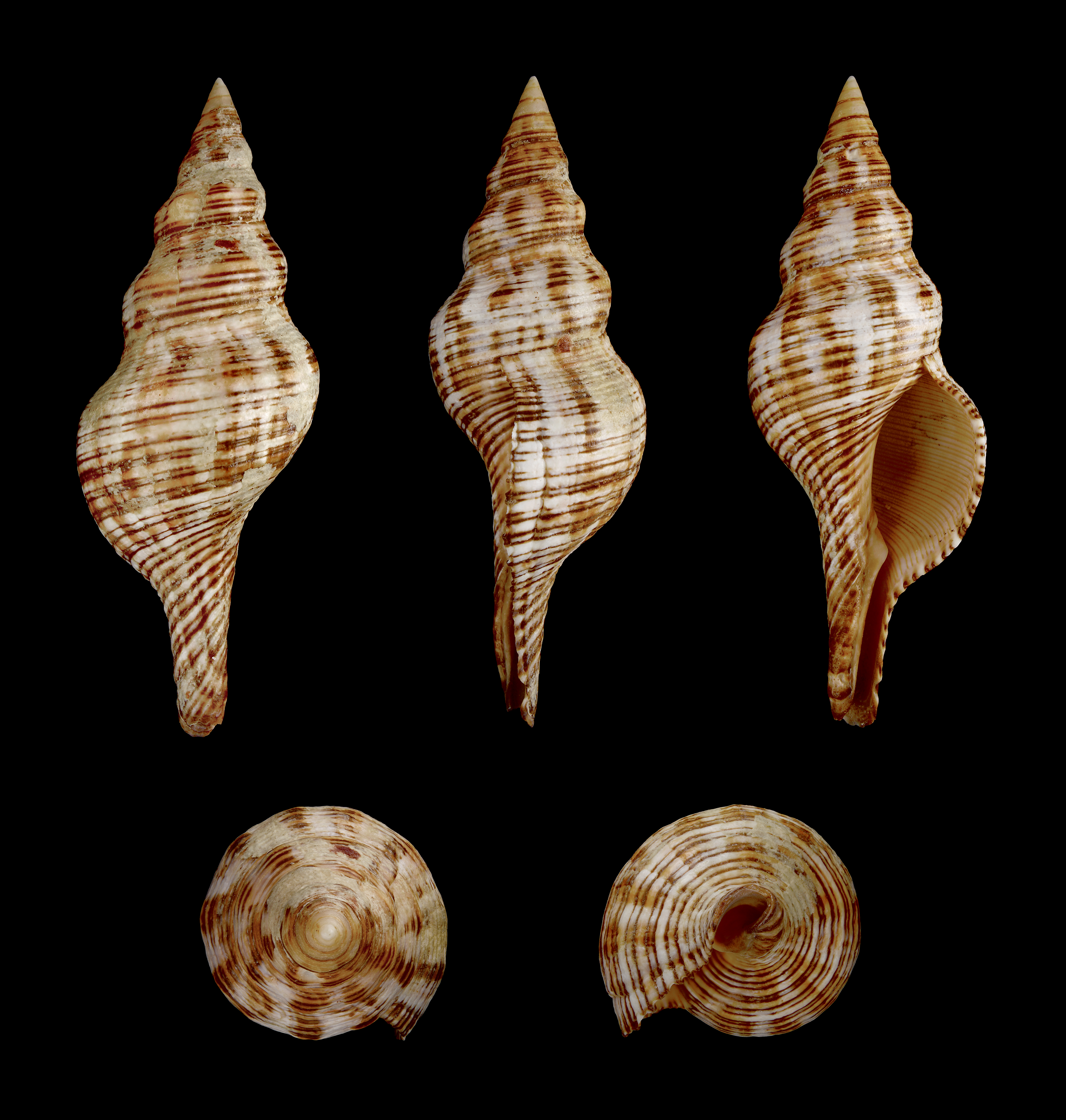
Filifusus filamentosus
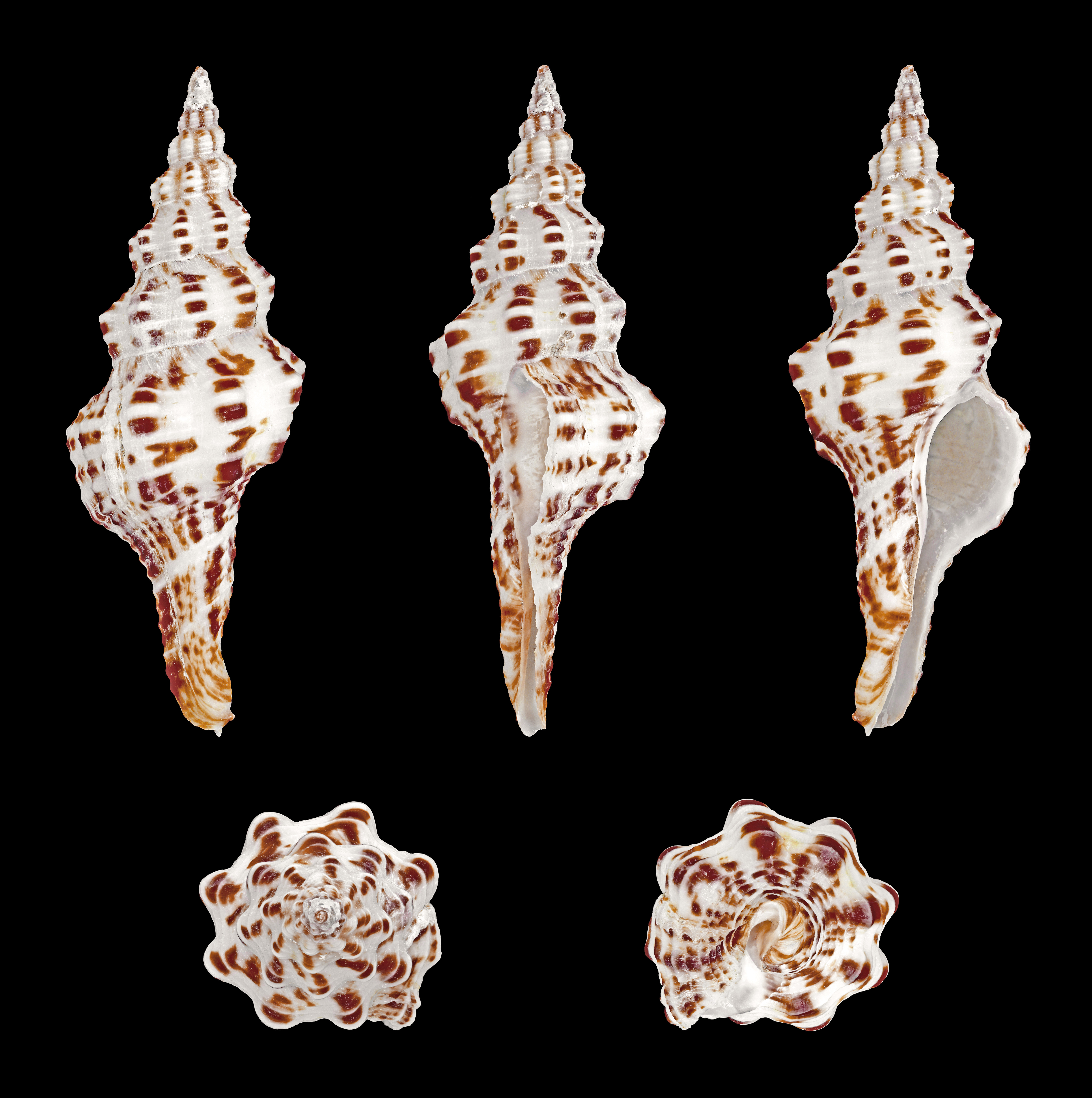
Fusinus polygonoides
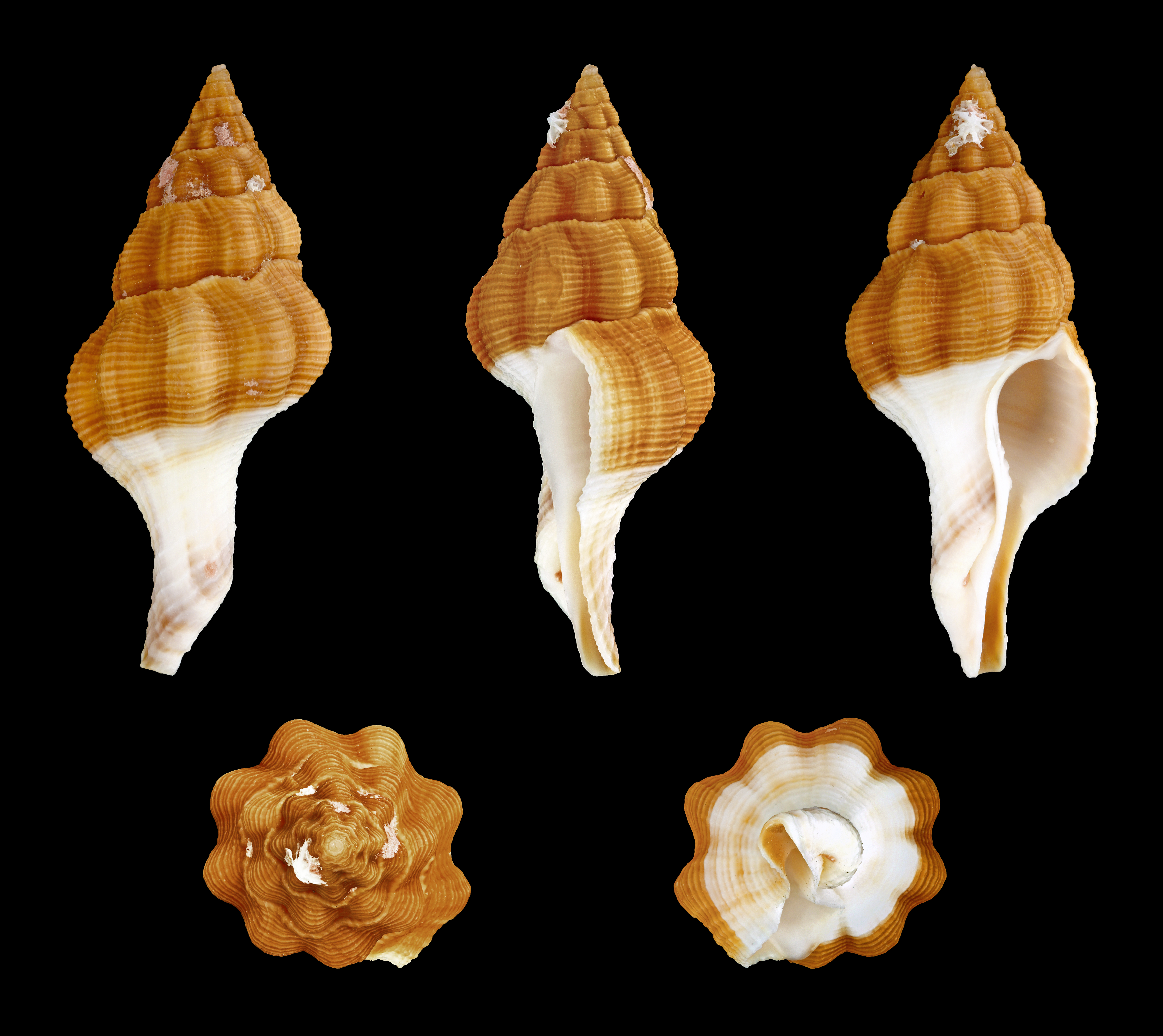
Fusolatirus paetelianus
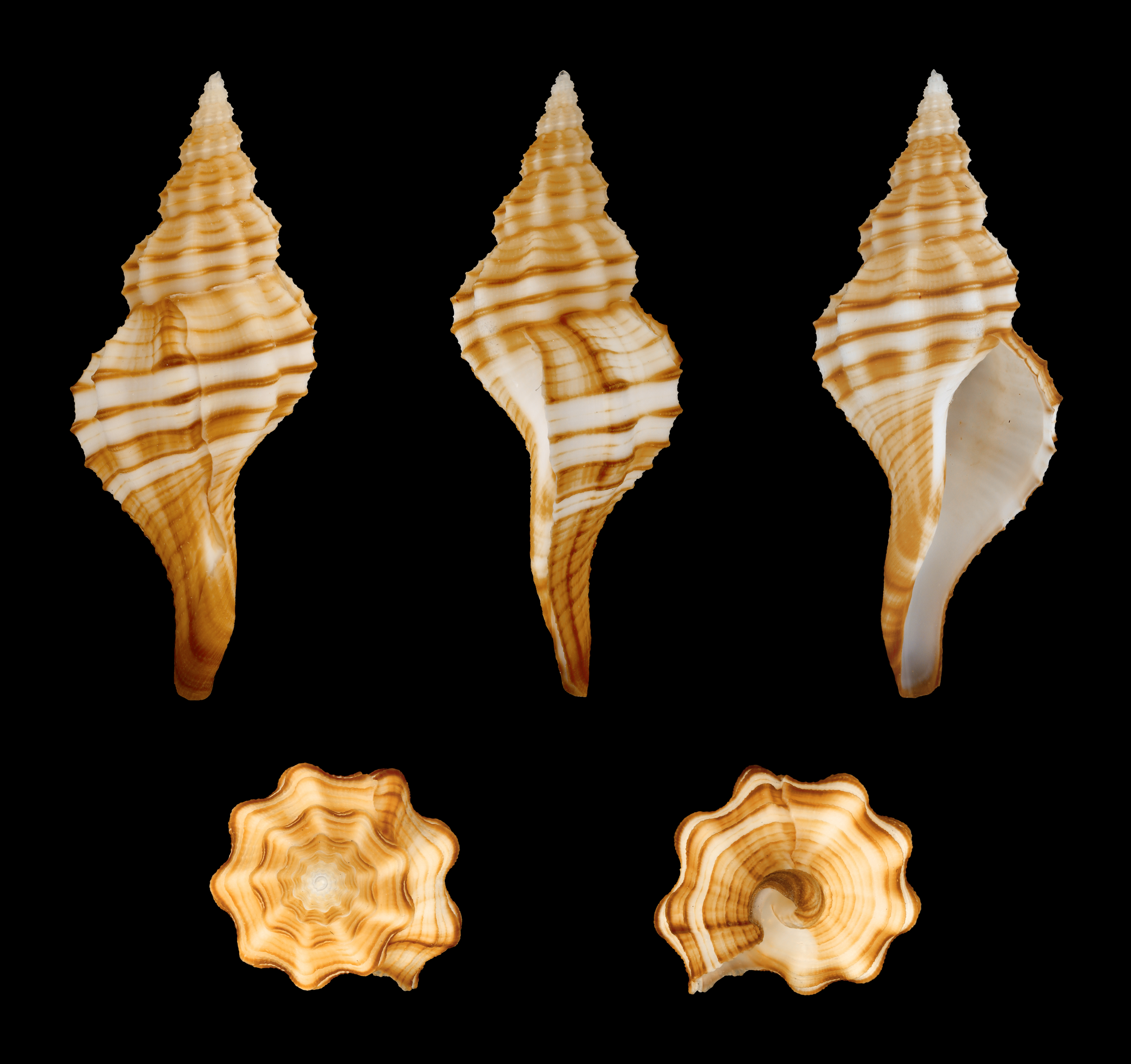
Granulifusus dondani
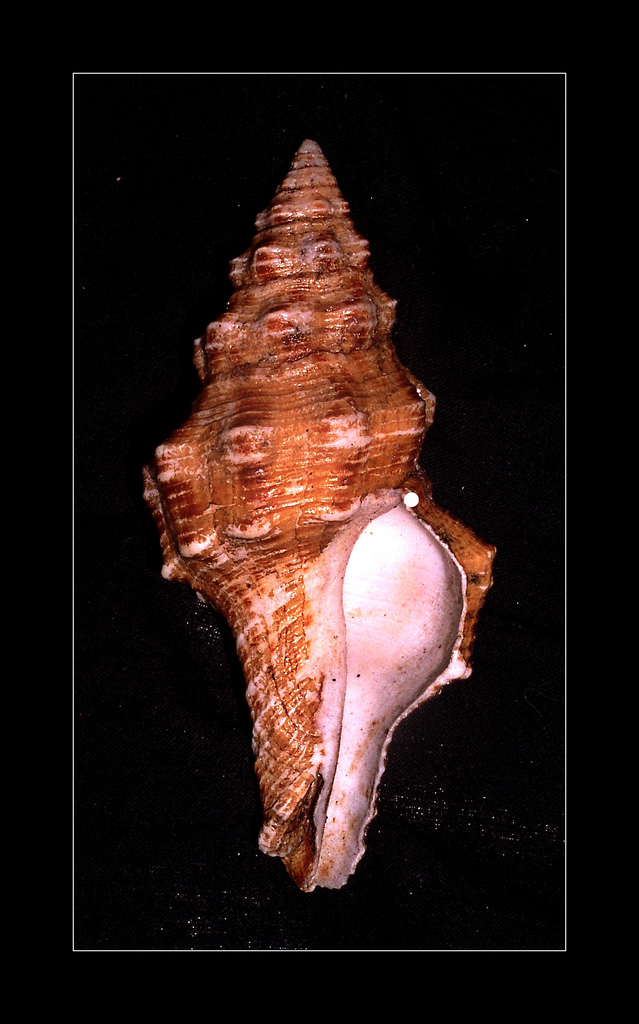
Latirus polygonus
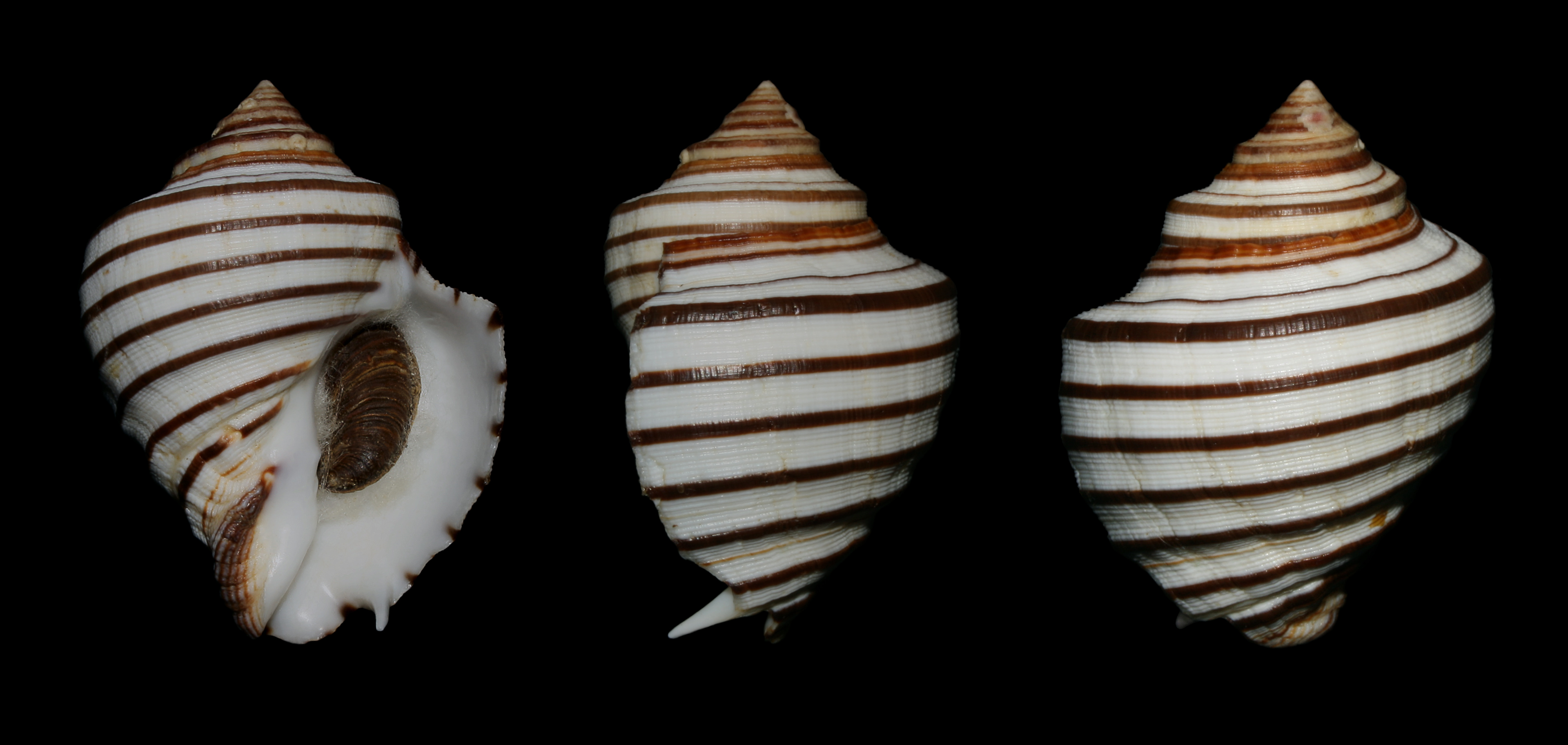
Opeatostoma pseudodon
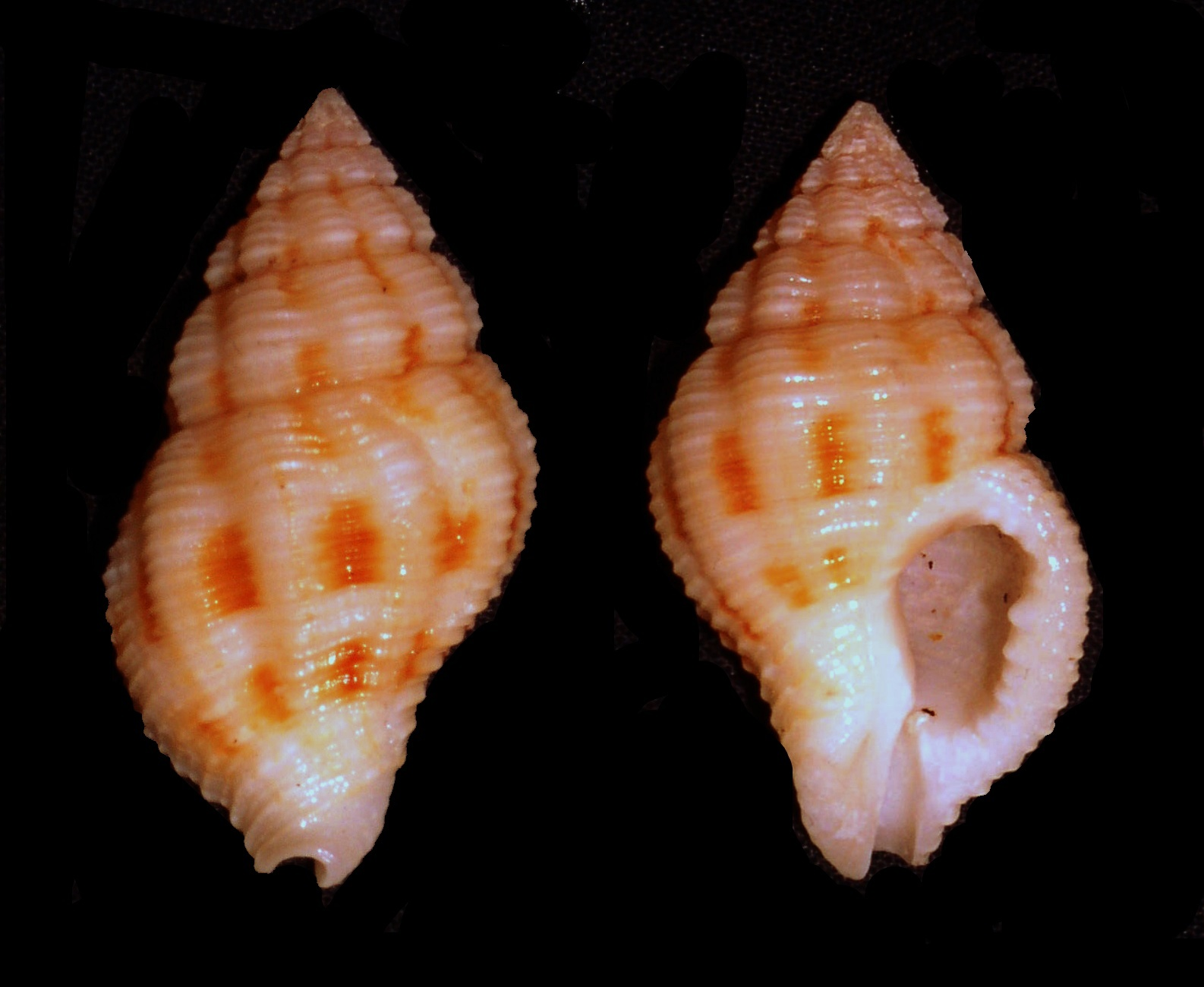
Peristernia nassatula
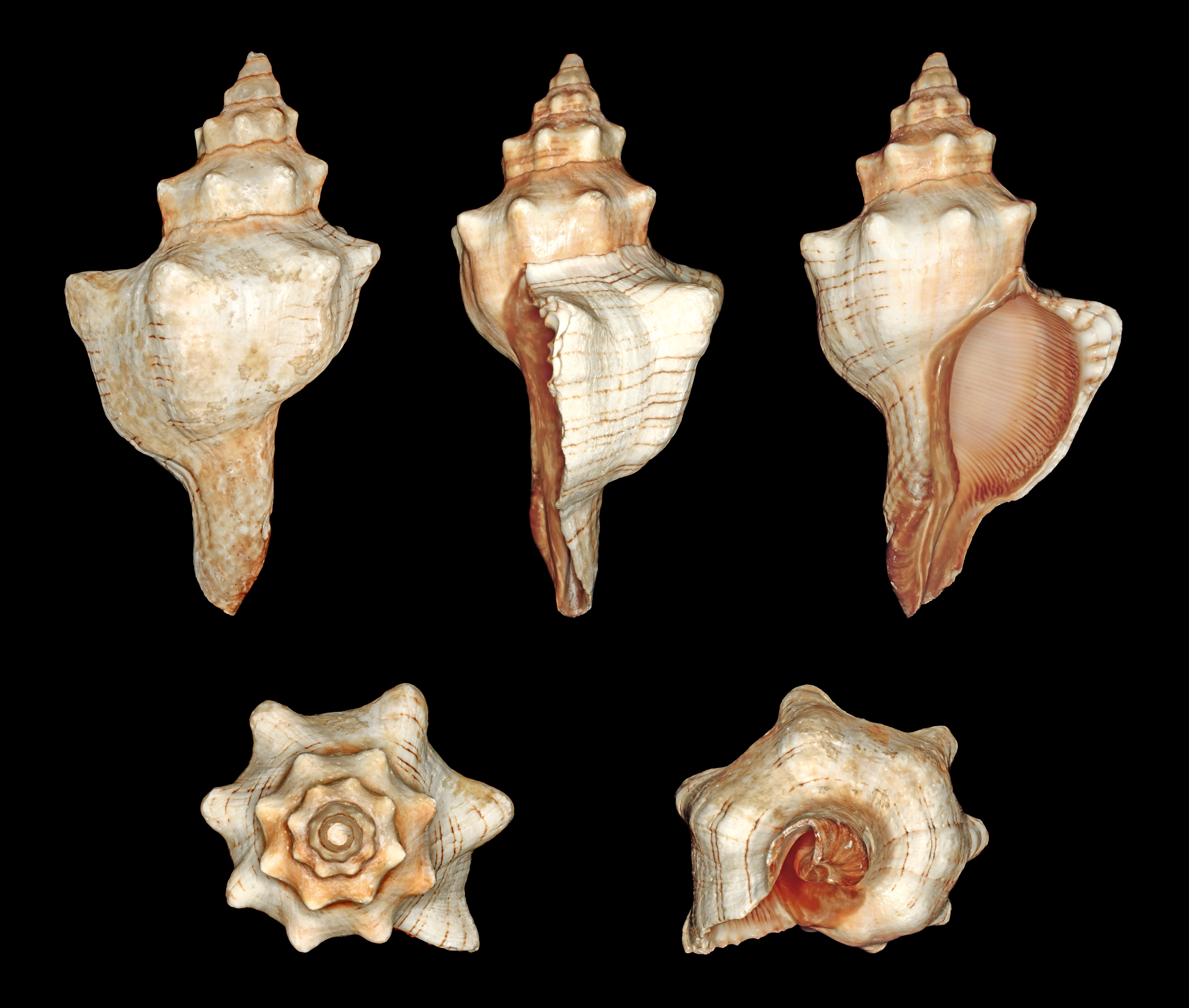
Pleuroploca trapezium
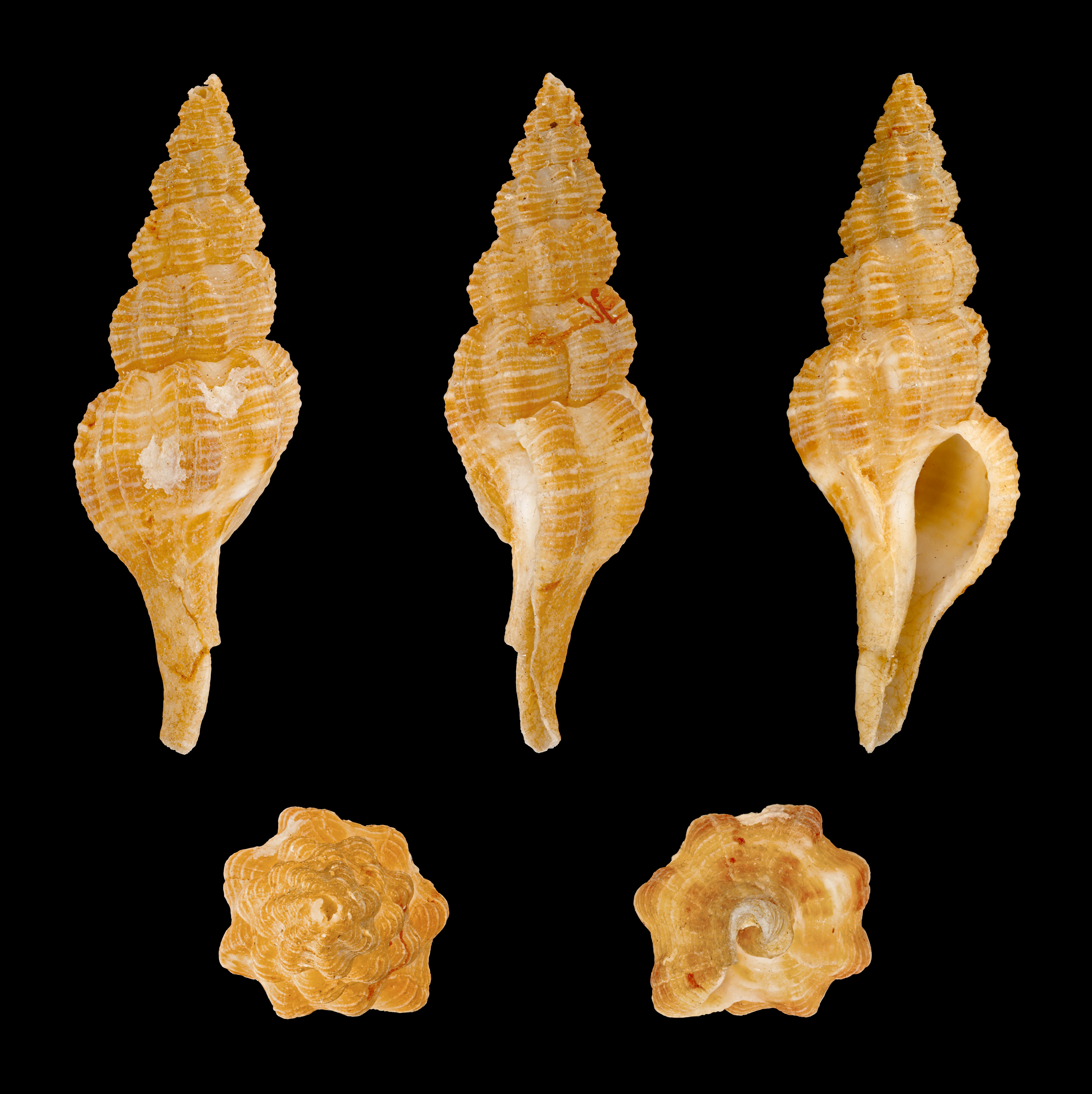
Pseudolatirus kuroseanus
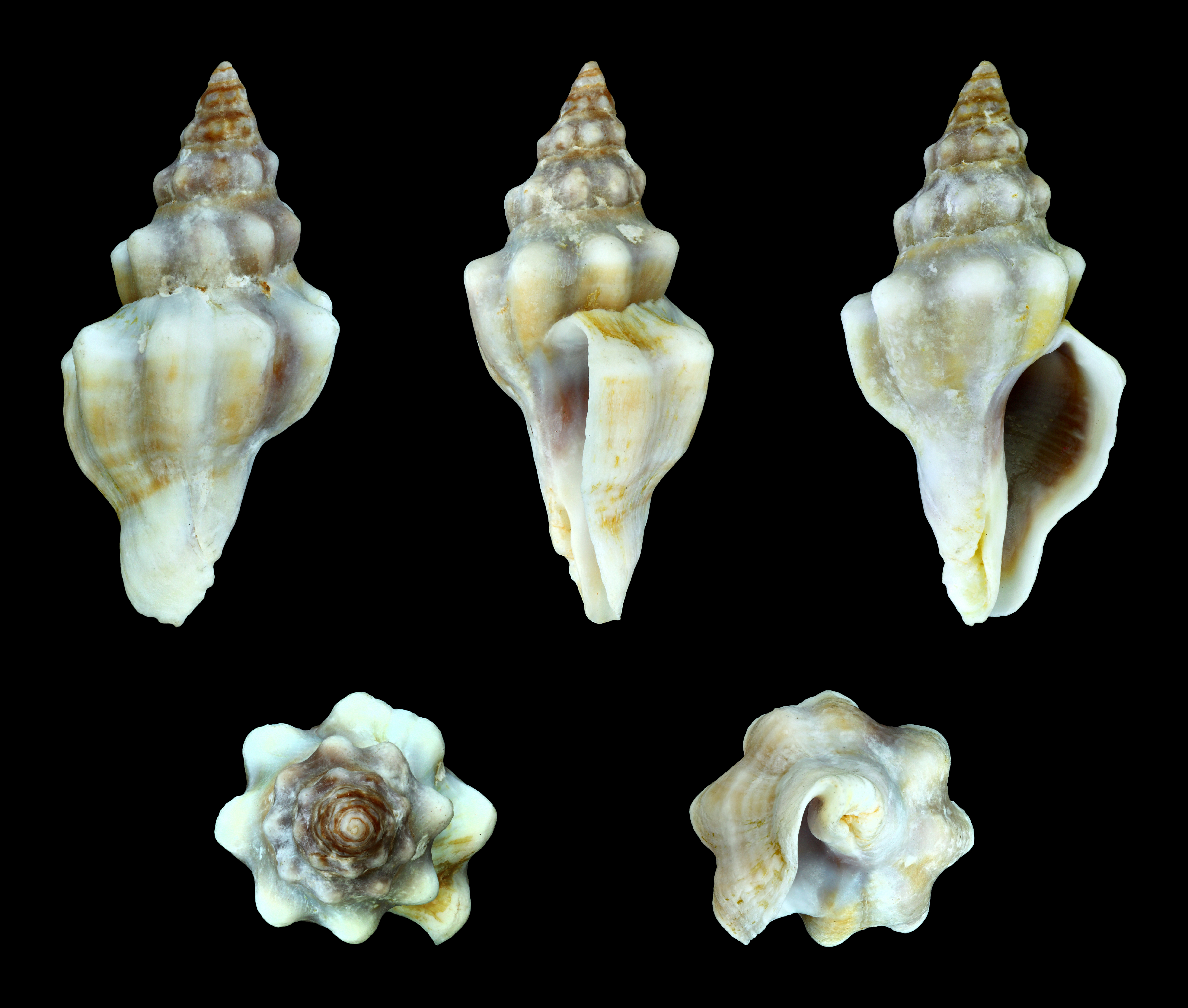
Tarantinaea lignarius
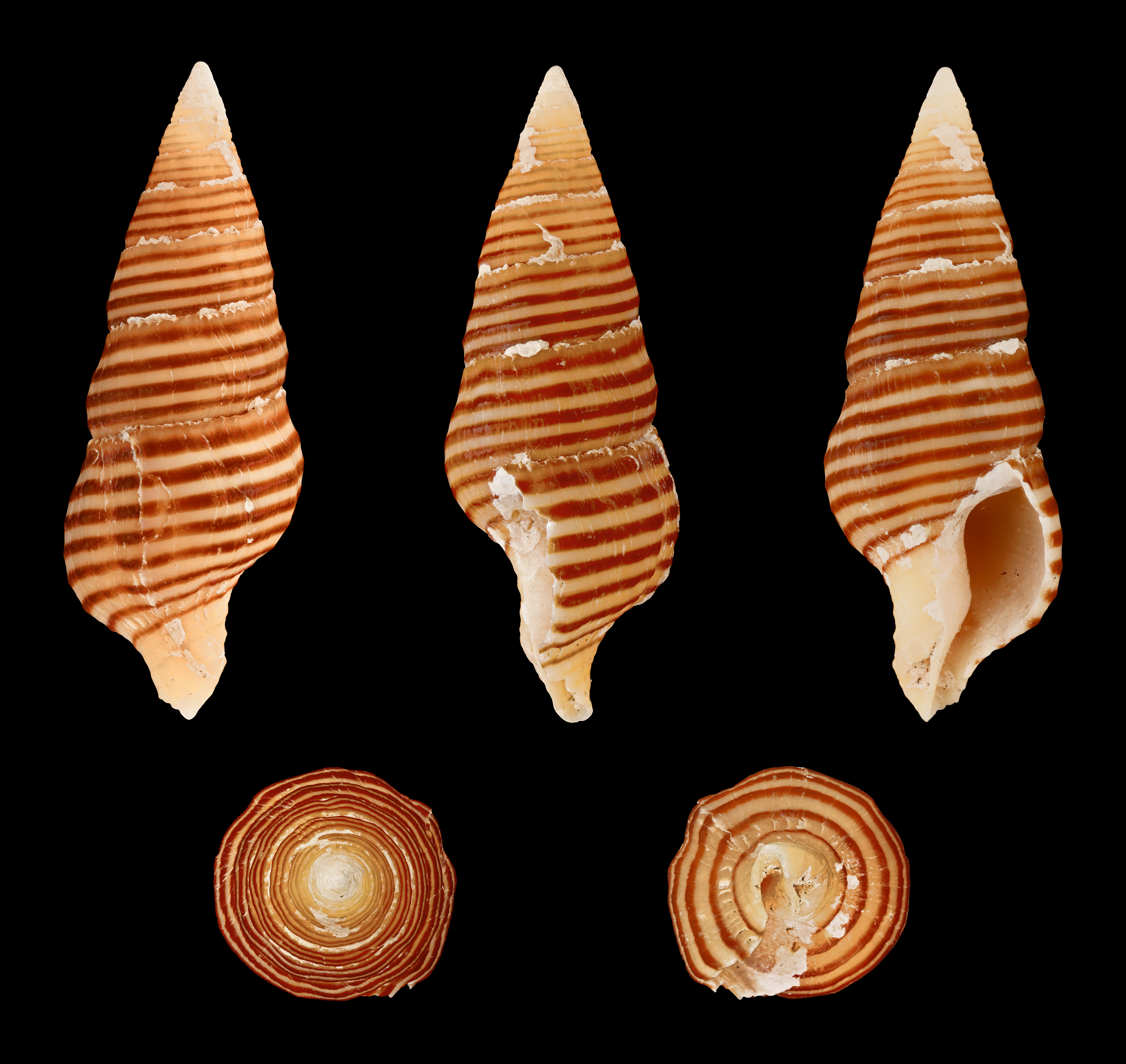
Turrilatirus turritus